# Harpulijärvi
Harpulijärvi är en sjö i Finland. Den ligger i kommunen Enare i landskapet Lappland, i den norra delen av landet, 900 km norr om huvudstaden Helsingfors. Harpulinjärvet ligger 158,7 meter över havet. Arean är 14,8 hektar och strandlinjen är 3,37 kilometer lång. Sjön  ingår i Tuulomajokis huvudavrinningsområde. 